# Dez Fitzpatrick
Dez Fitzpatrick (Farmington Hills, Míchigan, 17 de diciembre de 1999) es un jugador profesional estadounidense de fútbol americano que se desempeña en la posición de wide receiver en Pittsburgh Steelers, equipo de la National Football League (NFL).

## Carrera
Fue seleccionado en la cuarta ronda en la Reunión Anual de Selección de Jugadores de la NFL de 2021. Hizo su debut profesional con el equipo Tennessee Titans, en el cual jugó dos temporadas (2021-2023), luego pasó a Pittsburgh Steelers, donde lleva jugando una temporada.